# Vernești
Vernești là một xã thuộc hạt Buzău, România. Dân số thời điểm năm 2002 là 8722 người.